# SN 2009F
SN 2009F – supernowa typu Ia odkryta 4 stycznia 2009 roku w galaktyce NGC 1725. W momencie odkrycia miała maksymalną jasność 16,40m.